# Meaghan Oppenheimer
Meaghan Oppenheimer (28 marzo 1986) è una sceneggiatrice statunitense di film e serie TV.
È cresciuta a Tulsa, Oklahoma, lavorando in varie produzioni di teatri regionali e show televisivi. Si è laureata ad Holland Hall, e poi alla Tisch School of the Arts di New York nel 2009. Si trasferì a Los Angeles per iniziare la sua carriera da sceneggiatrice. Oppenheimer sposò Tom Ellis il 1º giugno 2019.

## Filmografia

### Sceneggiatrice

#### Cinema
- We Are Your Friends, regia di Max Joseph (2015)

#### Televisione
- Fear the Walking Dead – serie TV, episodi 1x4 (2015)

### Sceneggiatrice e attrice
- Hot Mess, regia di Robert Olsen - cortometraggio (2010)

### Sceneggiatrice e produttore

#### Televisione
- Broken – serie TV, 1 episodio (2016)
- Queen America – serie TV, 10 episodi (2018-2019)

### Attrice

#### Cinema
- The Rock 'n' Roll Dreams of Duncan Christopher, regia di Justin S. Monroe (2010)

#### Televisione
- stalkTALK – serie TV, 8 episodi (2011)
- LoveFinder, regia di Ian Forester e Alyson Roux – film TV (2011)
- How to Marry a Billionaire – serie TV (2011)